# AMR 33
Az Automitrailleuse de Reconnaissance Renault Modèle 1933 (AMR 33 vagy Renault VM) egy francia könnyű harckocsi volt, melyet a két világháború között fejlesztettek ki és a második világháború alatt használtak.
1932-től fejlesztette a Renault, a francia lovasság 1933-ban rendelt belőle; összesen 123 darab készült 1935-ig. Az AMR 33 könnyen páncélozott és fegyverzett jármű volt; a maga idejében pedig kifejezetten gyors, habár mechanikailag megbízhatatlan volt, különösen a felfüggesztés elemei voltak nagyon gyengék. Továbbfejlesztett változata, az AMR 35 volt.
Megnevezése ellenére az AMR 33 nem felderítő jármű volt, a legtöbb esetben még rádióval sem szerelték fel. Az AMR 33 harckocsikat nagy mennyiségű könnyű harckocsik közé szánták, melyek megelőzik a közepes harckocsikat a csatában. A valóságban ezeket a járműveket mégsem erre a célra használták; mikor elegendő közepes harckocsit gyártottak, hogy páncélozott hadosztályokba rendezzék őket, az AMR 33 harckocsikat felváltották az AMR 35 harckocsik, majd csak korlátozott mennyiségben használták őket a lovashadosztályokban, illetve 1940-ben a könnyű lovashadosztályokban, hogy tűztámogatást nyújtsanak a gépesített gyalogság és a gyalogos lovasság számára. Az 1940-es franciaországi csatát gyorsan elvesztették. Néhány zsákmányolt harckocsit a németek használtak a háború folyamán.

## Fejlesztés
Hogy elhárítsák a veszélyt, melyet a masszív szovjet fegyverkezés keltett 1928 óta, mikor Sztálin magához ragadta a hatalmat, a francia kormány 1930. július 4-én előállt egy tervvel, hogy kimagasló erőt fog létrehozni, amely képes a szövetségesek támogatására a Cordon sanitaire-ban. Ez az erő magában foglalna öt gépesített gyalogos hadosztályt és öt meglévő lovashadosztályt, egy dandárt mindegyikből, melyet gépesíteni kellene. 1934-ben a 4. lovashadosztályt egy páncélozott hadosztállyá akarták átalakítani. A terv több speciális jármű bevezetését vonta maga után, melyek között szerepelt egy Automitrailleuse de Cavalerie type Reconnaissance (AMR), részleteit 1932. január 16-án határozták meg: súlya három tonna, fegyverzete egy könnyű géppuska, hatótávolsága 200 kilométer. Az Automitrailleuse lett ezután az általános kifejezés minden könnyű harckocsira, melyeket egy géppuskával szereltek fel, illetve lovassági harckocsinak is használták, mivel az egyéb harckocsik (Chars) a gyalogság részét képezték. Habár a megnevezés alapján másra lehet következtetni, egy AMR nem volt specializált felderítő jármű, hanem egy előcsatározó volt rádió nélkül. Az információszerző és jelentő feladat az AMD (Automitrailleuse de Découverte) harckocsiké volt.
Louis Renault előrelátóan 1931 novemberében már elkezdett tervezni egy racteur léger de cavalerie type VM járművet, amely a Renault UE vontatóján alapult. November 12-én az első rajzait megvizsgálták, majd elutasították, mivel a jármű az akkori formájában túl szűk volt. Egy nagyobb páncéltest egyértelműen szükségszerű volt, de Renault habozott belefektetni lehetséges megrendelés híján. November 21-én a Section Technique de la Cavalerie felkérte, hogy a Renault UE vontatójának alapján tervezzen egy kisharckocsi típust, mellyel letesztelhetnék egy lánctalpas AMR koncepció megvalósíthatóságát. Ezután megadták a kívánt jármű főbb adatait, majd december 22-én elküldött egy képviselőt Maxime Weygand főparancsnoknak, hogy protekciót szerezzen a Renault AMR-nek. Weygand tudatta vele, hogy nem hivatalosan eldöntötték, hogy gyártanak egy AMR Citroën Kégresse P 28 típust, egy féllánctalpas járművet, amely a Renault konkurensének, a Citroënnek volt a tervezete. Sok tanácskozás után a tábornok aznap elkötelezte magát, hogy figyelembe helyez egy Renault harckocsit.
Ezután a Renault gyorsan tervezett egy nagyobb modellt fa felépítménnyel, melyet 1932 márciusában mutattak be. Ezt követően április 20-án érkezett egy megrendelés öt prototípusról, egyenként 171250 francia frank értékben, melyeket szeptemberre kellett leszállítani, az őszi Champagne-i hadgyakorlat előtt. A lovasság a járművek legelső próbájánál egy gépesített egységbe osztotta őket. Renault úgy döntött, hogy mindegyik járművet más típusú felfüggesztéssel látja el, hogy csökkentse annak a kockázatát, hogy hiányosságokat találnak a tervezeten. Mindegyik alapjában véve a Carden-Loyd típuson alapult, melyet Renault egyszerűen lemásolt Renault UE vontatója számára – a licencjogok megvásárlása nélkül -, és a szabványos Renault Reinastella motort használta. Mivel egyszerűen nem volt ideje teljesen kifejleszteni az összes típust az ősz beköszönte előtt, júliusban mind az öt járművet, melyek katonai nyilvántartási száma 79756-tól 79760-ig terjedt, a legegyszerűbb típussal szállította le: oldalanként két laprugó, melyek önmagukban alkották a felfüggesztési egységet. Szeptemberben a harckocsikat az első francia lovassági gépesített egységbe vonták: a kísérleti Détachement Mécanique de Sûreté-be. A tapasztalatok azt mutatták, hogy a járművek nagyon gyorsak, de egyben hangosak, gyengén kiegyensúlyozottak és nem rendelkeznek a megfelelő hatótávval.
A gyakorlat után visszaküldték őket Renaulthoz, aki nemsokára küldött három típust értékelésre a Vincennes-i Commission d'Expériences du Matériel Automobile-hoz: a 79758 prototípust, amely az eredeti felfüggesztéssel rendelkezett, a 79759 prototípust, amelyet belső hidraulikus lengéscsillapítóval láttak el, és a 79760 prototípust, melyet egy teljesen új felfüggesztéssel szereltek fel, amely magában foglalt egy központi forgózsámolyt laprugókkal és kerekekkel, melyek elöl és hátul két vízszintes spirál rugókkal kapcsolódtak össze. 1932 novemberében és decemberében a Commission de Vincennes letesztelte őket, az 1932. június 10-én kiadott megváltoztatott előírásokkal. Úgy találták, hogy rendelkeznek a megfelelő sebességgel (56,25–60 km/h), de a 166-188 kilométeres hatótávolságuk nem kielégítő, és a 4,8 tonnás súlyukkal túl nehezek. December 8-án úgy határoztak, hogy felhagynak az irreális három tonnás súlyhatár betartásával, majd nagyobb üzemanyagtartályokat és nehezebb páncélzatot szereltek fel; ezután a járműveket visszaküldték. 1933 áprilisában a Renault előterjesztett két típust, melyeket fél tonnás súlyokkal láttak el, hogy szimulálják egy 9–13 mm-es maximális páncélzat súlyát: 79758 prototípust újraépítették egy vízszintes gumirugós felfüggesztéssel, a 79757 prototípust a 79760-tól származó felfüggesztéssel látták el, de most egy középső függőleges rugóval, a vízszintes rugók burkolatát pedig olajjal töltötték fel, hogy lengéscsillapítóként működjenek. 1933 júniusáig tesztelték őket, majd június 6-án megrendelték a sorozatgyártást a 79757 prototípus alapján, mint AMR Renault modèle 1933 vagy AMR 33, annak ellenére, hogy Renault a gumirugókat ajánlotta (79758 prototípus). A Renault gyár által használt megjelölés a Renault VM volt.

## Gyártás
1933. március 8-án a lovasság leadott egy előrendelést 45 járműről. Ezt június 22-én fogadták el egy második megrendeléssel együtt, amely 20 további járműről szólt, a szállítást pedig legkésőbb július 1-jével kellett indítani. Ősszel újabb 50 járművet rendeltek. Az első járművek 1934. június 1-jén érkeztek anyagi okok miatt; az utolsót szeptemberben adták át. A Citroën féllánctalpasainak gyártását 50 darabra limitálták. Úgy határoztak, hogy az eredeti prototípusokat szabványos járművé építik át; habár ebből kettőt az AMR 35 fejlesztésénél használtak fel, amely egy továbbfejlesztett modell volt, mivel az eredeti felfüggesztése túl gyenge volt, hajlamos volt meghibásodni (vagy egyszerűen letörni), a motor keltette zajok pedig elviselhetetlenek voltak. A 79758 számú prototípust néhány továbbfejlesztett beállítás tesztelésére használták. Az így keletkezett hiány pótlására három további AMR 33 harckocsit gyártottak 1935 tavaszán, így a prototípusokkal együtt összesen 123 jármű készült. Az alváz, amelyet az Engin P tervezésénél használtak, amely egy 37 mm-es löveggel felszerelt harckocsivadász típus tervezete volt, nem számít bele ebbe a számba.

## Leírás

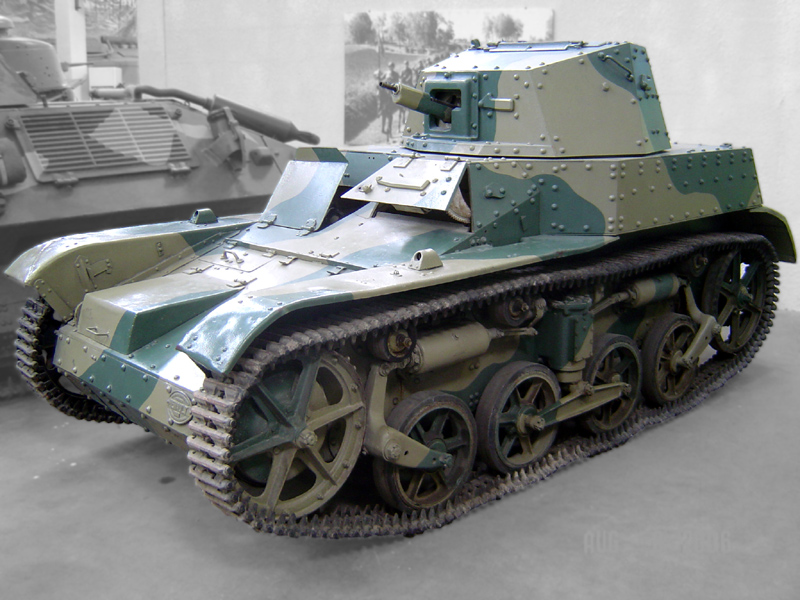
Az AMR 33 Saumurban

Az AMR 33 egy nagyon kicsi jármű, 3,5 méter hosszú, 1,64 méter széles és 1,73 méter magas volt. Súlya 5,5 tonna; az üres páncéltest súlya 4,5 tonna volt. A nyolc hengeres 84 lóerős 4241 cm³-es Renault Nervasport 24 CV motor 54 km/h hivatalos maximális sebességet biztosított – a Renault export brossúrája 60 km/h közúti és 45 km/h terepen való haladási sebességet állított. Egy Cleveland differenciálművet használtak; négy előre és egy hátrasebességgel. Egy 128 literes üzemanyagtartály 200 km-es hatótávolságot biztosított. A lánctalpak 22 centiméter szélesek voltak. Gázlóképessége 60 centiméter; árokáthidaló képessége 140 cm, lépcsőmászó képessége 45 centiméter vagy 50%-os emelkedő megmászása.

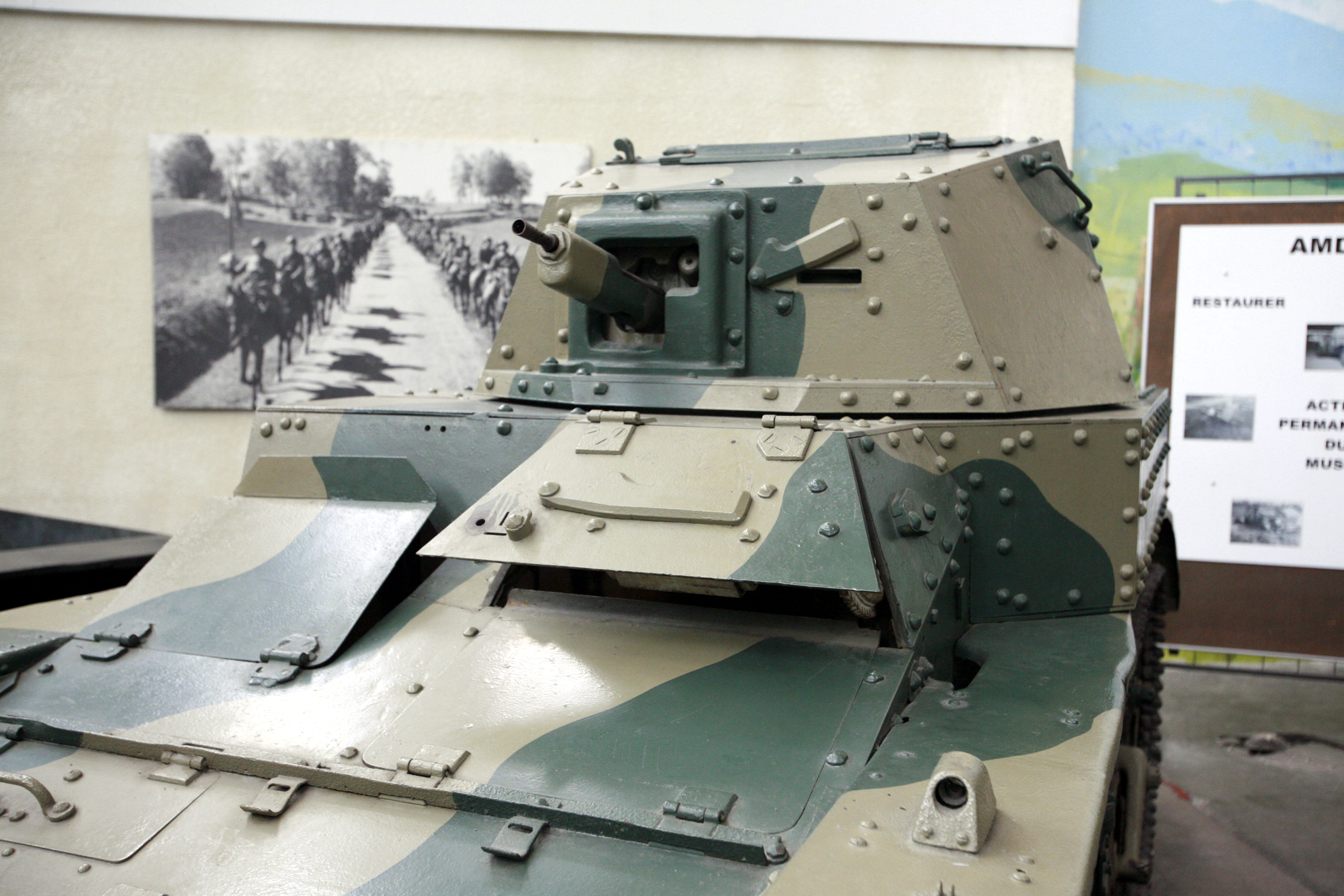
A torony

A szegecselt páncélzat függőleges lemezei 13 mm, döntött lemezei 9 mm, a tetőlemez 6 mm, a jármű alján pedig 5 mm vastagok voltak. Személyzete két főből állt: egy vezető a bal oldalon a motor mellett, és egy harckocsi parancsnok/tüzér a toronyban, amely egy 7,5 mm Reibel géppuskát foglalt magában. Ezen kívül volt még egy tartalék géppuska, melyet egy talapzatra lehetett erősíteni a torony tetején, így légvédelmi célra lehetett használni. Az eredeti javaslat egy speciális drága Schneider torony használatát írta elő; a prototípusok egy nagyon magas nyolcszögű Renault toronnyal voltak felszerelve, amelyet a páncéltest legvégébe szereltek. Ez a torony alkalmatlannak bizonyult és lecserélték a sorozatgyártott járműveken egy laposabb tervezetűre, amely az Atelier de Vincennes hadseregtől származott, az AVIS–1 típusra, melyet nagyjából egy lábnyival a jármű eleje felé helyeztek, hogy javítsák a kilátási viszonyokat. Az AVIS tornyot a Renault gyártotta, és rendelkezett egy rendkívül ritka megoldással, amely nem jellemezte a harmincas évek francia harckocsijait: a tornyon elhelyeztek egy tetőnyílást megfigyelési célokra. A harckocsik bejárata általában egy nagy duplaajtós búvónyílás volt a páncéltest hátulján.

## Használat
A 115 jármű 1934-ben vált elérhetővé az öt lovashadosztály számára, egy 15 járműből álló lovasszázad (három szakasz, szakaszonként négy járművel, kettő tartalék harckocsi és egy parancsnoki jármű) minden GAM (Groupe d'Automitrailleuses) részére, kivéve az 5. DC, amely 10 darabot kapott és a 4. DC, amely elsőbbséget élvezett, az első gyártási sorozatból kapott 40 darabot: egy lovasszázad a 4. GAM részére és a 18. Dragons részére, illetve további 10 a 4. BDP (Bataillon de Dragons Portés) részére. 1935-ben az 5. DC megkapta a három újraépített prototípust, így már 13 darab harckocsival rendelkezett. Az AMR 33 harckocsikból ezen felül két önálló lovas ezredet állítottak fel: a 9. Dragons, amely 8 darabot kapott az első sorozatból, és a 11. Chasseurs, amely 12 darabot kapott a második sorozatból. Így a teljes AMR 33 flottát szervezetten szétosztották. Az AMR 33 harckocsik feladata a lovashadosztályok gyalogosan harcoló lovasainak közvetlen tűztámogatása volt.
1935-ben úgy határoztak, hogy háború esetén a 4. DC-t egy páncélos hadosztályba olvasztják. Így ennek a hadosztálynak hat lovasszázada lett volna felszerelve AMR 33 harckocsikkal. A hadosztály harci ereje igen korlátozott lett volna. 1936-ban és 1937-ben egy valós páncéloshadosztályt állítottak elő, először a 4. DC, majd az 5. DC járműveiből. Ezek az 1. DLM és a 2. DLM (Division Légère Mécanique vagy „Könnyű Gépesített Hadosztály”) voltak, három századnyi AMR harckocsival, melyeket a gépesített gyalogság kísérésére szántak (más egyéb típus mellett). Abban az időben az AMR 33 mechanikai megbízhatatlansága nyilvánvalóvá vált, így eldöntötték, hogy az AMR 35 harckocsikat fogják használni a lovassági páncélos hadosztályokban, az AMR 33 harckocsikat pedig a fennmaradó DC-be összpontosítják. Ezek mindegyike így már nagyobb RAM-al(Régiment d'Automitailleuses) és két AMR századdal rendelkezett. Ezeket ismét megnövelték négy szakaszra, szakaszonként öt járművel, két tartalék járművel és egy parancsnoki járművel. A teljes hadosztály AMR ereje így 46 volt. Mivel három hadosztály volt, a 138 meglévő jármű nem elégítette ki a szükségleteket. Emiatt az 1. DC AMR 35 harckocsikat használt, a 2. és 3. DC használta az AMR 33 harckocsikat. A második világháború kitörésekor – Franciaország 1939. szeptember 2-án lépett be – a teljes szervezett AMR 33 haderő 92 volt.
Nagyobb gépesített egységek létrehozása érdekében 1939. december 1-jétől 1940. február 15-ig az utolsó két lovashadosztályt feloszlatták és minden személyi és anyagi felszerelésüket, kiegészítve régebbi hadifelszereléssel, melyet korábbi lovashadosztályok használtak, felosztották öt új Divisions Légères de Cavalerie (Könnyű Lovashadosztály) között. Ezt először akkor döntötték el, mikor a két zászlóalj Régiment de Dragons Portés (gépesített galogos ezred) ezredei egyesültek a két AMR 33 szakasszal (fél század), melyek magukban foglalták a két tartalék harckocsit és egy parancsnoki harckocsit, így 115 járműre tartva igényt, amely valamivel alacsonyabb volt az elérhető 118 járműnél. Tekintettel a típus rossz karbantartási állapotára ezt ismét megváltoztatták: az 1. DLC AMR 35 harckocsikat használt, a további négy DLC erejét 26-ra növelték, három tartalék harckocsi hozzáadásával; a teljes szervezett erő 104 jármű, az anyagi tartalék járművek száma pedig 14 lett.
Május 10-én, a német invázió napján ez az intézkedés még mindig elégtelennek bizonyult. Csak az 5. DLC rendelkezett a hivatalos 26 járművel, a többi három hadosztály nyilvánvalóan nem kezdte el az intézkedéseket erejük növelésére: a 2. DLC 22 AMR 33 harckocsival rendelkezett, a 3. DCL 12 járművel és a 4. DLC 23 járművel, így a teljes haderő 91 volt. Az anyagi tartalék 22 jármű volt. A franciaországi csata alatt a típus nagyon rosszul teljesített. A DLC-k az Ardenneknél váratlanul belefutottak a németek fő páncélos haderejébe, de csak késleltető csatát tudtak vívni, amire az AMR 33 nem igazán alkalmas. Gyengén páncélozott és fegyverzett – és nagyon megbízhatatlan az egyetlen jó tulajdonsága miatt: a sebességéből adódóan hamar elhasználódnak a felfüggesztés elemei. Gyorsabb volt, mint bármely német harckocsi abban az időben. Május 10-én 10 óra körül, közel Vance-hoz, a 3. DLC AMR 33 N° 83950 volt az első francia harckocsi, melyet kilőttek a csatában, egy német PaK löveg lőtte ki, személyzete életét vesztette. A harcok első hetében az AMR 33 harckocsik 75%-a elveszett, gyakran meghibásodás miatt.
1940. június 7-én létrehozták a 7. DLM-et, egy tartalék egységet, amelynek a 4. RAM a része volt. Ez az ezred 14 AMR harckocsival rendelkezett; ez a szám valószínűleg 9 AMR 33 harckocsit foglal magában, melyek tartalékok voltak. Ezeket a járműveket is elveszítették a június 25-i fegyverszünetig.
Néhány zsákmányolt AMR 33 harckocsit a németek használtak Panzerspähwagen VM 701 (f) megjelöléssel, valószínűleg főleg Franciaországban.
Egyetlen jármű maradt meg napjainkban, melyet a saumur-i Musée des Blindés múzeumban állítottak ki.

## Tervezetek és változatok

### AMR 33 TSF
1934-ben a 4. DC hadosztály GAM-jának három parancsnoki járművét átépítették AMR 33 TSF (Télégraphie Sans Fil vagy „Rádiós”) változatra, melyeket ER29 rádiókészülékekkel szereltek fel, az antennát a páncéltest bal hátsó sarkában helyezték el. További módosított parancsnoki járművekről nincs információ.

### Modernizáció
1934-ben nyilvánvalóvá vált, hogy Renaultnak igaza volt abban, hogy másik felfüggesztés típusra lesz szükség. A szabványos típus nagyon gyengének bizonyult és különösen a lengéscsillapítók igényeltek sok karbantartást. Mind a három 1935-ben készült jármű és a két átépített prototípus továbbfejlesztett AMR 35 gumihengerekkel ellátott felfüggesztést kapott. A 79758 számú prototípust három különböző rendszer tesztelésére használták: az első egy utánfutó kerékkel érte el a talajt, a második öt futógörgővel rendelkezett, az utolsó pedig az egyik kiválasztott. A második típus szolgált alapjául a Renault ZB harckocsinak, amely egy meghosszabbított export változat volt, melyet Kínának terveztek.
A jármű megbízhatatlanságáról tett folyamatos jelentések után – gyakran tulajdonítható annak a ténynek, hogy nem hivatásos vezetők, hanem félig kiképzett sorkatonák használták a leggyakrabban a járművet – úgy döntöttek, hogy kivizsgálják, vajon strukturális változtatásokat kell-e eszközölni. Eszerint a típust ismét letesztelte a Commission de Vincennes 1936. szeptember 8. és 1937. május 5. között. 1938. február 17-én a bizottság arra a következtetésre jutott, hogy a felfüggesztés alapvetően nem alkalmas terepjárásra, és azt javasolta, hogy minden meglévő járművet fel kell szerelni egy új rendszerrel. Mikor kitört a háború, úgy határoztak, hogy feljavítják az összes AMR 33 harckocsit. Ezalatt mindet új felfüggesztéssel látták el. Május 10-re fél tucat járművet módosítottak.

### Type M
Az 1932-es év végén – ezt egy később megerősített 1932. december 18-án kelt levélből lehet tudni – Renault találkozott Weygand tábornokkal, és felajánlotta, hogy kifejleszt egy teljes könnyű harckocsicsaládot az AMR 33 alvázán alapulva. Különösen egy Voiture légère de transport de personnel gyártásában volt érdekelt, amely egy páncélozott személyszállító volt, 4-5 gyalogos katona szállítására lett volna alkalmas kétfős személyzettel és egy 19 CV motorral. Mivel nem volt elegendő költségvetési keret még a gyalogság kis részének teljesen lánctalpas járművel való ellátására, így ezt a tervet elvetették, de 1933. március 20-án Renault kapott egy megrendelést az STMAC-tól (Section Technique des Matériels Automobiles de Combat), hogy tervezzen egy prototípust, amely különbözik attól a tervezettől, amelyről Weyganddal beszélt: egy parancsnoki járművet hasonló előírásokkal, mint az 1931 január 9-i. Ez lett a Type M.
1933 szeptemberében két prototípust mutatott be Mailly-ben, melyeket 1934-ben újraépítettek egy sokkal erősebb 22 CV motorral. Az év januárjában úgy döntöttek, hogy tíz darabot rendelnek a járműből, melyek az AMR 35 alvázán alapulnak. A második prototípust 1936 őszén használták a Renault YS tüzérségi megfigyelő jármű kifejlesztésénél, a gyártási járművek itt is az AMR 35 alvázán alapultak.

### Engin P
1931. január 9-én a francia tüzérség hivatalosan kibocsátott egy előírást a Type P járműre, amely egy véhicule antichar, vagyis egy önjáró páncéltörő löveg lett volna, majd a Maginot-vonalnál használták volna páncélelhárítási feladatkörre. Ekkor Renault, aki már egy évvel korábban tudomást szerzett a tervekről, elkezdte egy prototípus fejlesztését. Az első tervek egy nagyok kicsi lánctalpas járművet tartalmaztak, egy chenillette-t, melynek súlya nem lenne több, mint 1,5 tonna, fegyverzete pedig egy 25 mm-es páncéltörő löveg lett volna háromlábú állványon, nyitott pozícióban. A löveg eltávolítható lett volna, így a földre is helyezhették volna, miután helyére szállították a járművel.
Habár ugyanebben az évben úgy határoztak, hogy a 25 mm-es löveget a Renault UE chenillette-el fogják vontatni, így a Type P harckocsit fölöslegessé tették eredeti hatáskörében. A tüzérség ennek következtében úgy döntött, hogy egy sokkal erősebb 37 mm Modèle 1934 erődlöveget kell felhelyezni a járműre, páncélzat alá, melynek csőtorkolati sebessége 860 m/s volt, és az Atelier de Puteaux-nak kellene kifejlesztenie.
Ugyancsak 1932-ben Renault leszállított egy prototípust, egy speciálisan épített AMR 33 alvázon (N° 81805), amely alapjában véve a szabványos AMR 33 harckocsira hasonlított. A torony hiányzott, a páncéltest tetejét megemelték. A felépítmény elejének közepén alakították ki a helyet a lövegnek; ettől balra kapott helyet a vezető. Majdnem az összes rendelkezésre álló helyet kihasználták; a tüzér a padlón ült, kinyújtott lábai a löveg závárzata alatt kaptak helyet. Ebben a kényelmetlen pozícióban kellett töltenie a löveget, jobb oldalról kellett elvennie a lövedéket egy 107 lövedéket magában foglaló tárolóból, majd a páncéltest bal hátsó részébe kellett helyezkednie, ahol a szabványos AMR 33 hátsó kijárata található. A személyzet harmadik tagja, a parancsnok jobb oldalon ült, a páncéltest és a motor között összepréselődve.
A Puteaux műhely csak a prototípust fejezte be 1935 tavaszán, melyet Engin P-nek neveznek. Miután a löveget a helyére rakták, súlya 4565 kilogramm lett, maximális sebessége pedig 54,1 km/h. 1935. április 18-án a CEMAV (Commission d'Expériences du Matériel Automobile de Vincennes) a tesztelések után egy nagyon határozott, negatív véleményt alkotott: "Egy ősi és elavult modell [...] képtelen a komoly szolgálatnyújtásra". Továbbá június 24-én a Conseil Consultatif de l'Armement eldöntötte, hogy a jövőben az összes löveget a 47 mm-es kaliberig a Renault UE járművel kell vontatni, miután azt módosították (habár ez soha nem történt meg). Így az Engin P tervezetét elutasították.

### Az Árokugró
1935-ben az AMR 33 N° 78758 számú prototípust Straussler Miklós mérnök használta – aki Magyarországon született, majd az Egyesült Királyságba költözött -, hogy bemutassa a hidraulikus „Árokugrót”, amit már Angliában letesztelt. 1933-ban tervezte a rendszert a francia hadsereg számára és az Atelier et Chantier de la Loire kapott is egy mintapéldányt. A szerkezet két nagy hidraulikus kart foglalt magában, melyeket a jármű elejére és hátuljára kellett rögzíteni. Az elülső kar biztosította az árok túlsó oldalát, amelyen át akart kelni, megakadályozva a harckocsit a beeséstől. A harckocsit ezután keresztül lehetett vezetni az árkon, összehajtva az elülső kart, amíg a hátsó kar benyújtja magát az érkező oldalba, ezután kienged, majd biztonságosan áttolja a járművet. Nagyjából két méter széles árkon lehet vele átkelni.
A rendszert 1935. április 3-án és március 21-én, majd 1936. április 30-án és május 4-én, végül 1938 márciusában tesztelték. Igen hasznosnak bizonyult, de 1938-ban a Commission de Vincennes elutasította a tervezetet, mivel nehezebb harckocsikhoz nem lehetett használni.

### Füstszóró harckocsi
1938-ban egy füstszóró rendszert teszteltek, melyhez az AMR 33 harckocsit használták. Egy AM5 berendezést szerelt fel a járműre a Chaubeyre gyár. Nem került sorozatgyártásra, a Section Technique de la Cavalerie pozitív jelentései ellenére.

## Fordítás
Ez a szócikk részben vagy egészben  az   AMR 33 című angol Wikipédia-szócikk ezen változatának fordításán alapul.  Az eredeti cikk szerkesztőit annak laptörténete sorolja fel. Ez a jelzés csupán a megfogalmazás eredetét és a szerzői jogokat jelzi, nem szolgál a cikkben szereplő információk forrásmegjelöléseként.